# خورخي هيرنانديز (لاعب كرة قدم)
خورخي هيرنانديز (بالإنجليزية: Jorge Hernandez) هو لاعب كرة قدم أمريكي، ولد في 8 نوفمبر 2000 في ريفرسايد في الولايات المتحدة. لعب مع لوس انجلوس غالاكسي 2.

## وصلات خارجية
- خورخي هيرنانديز على موقع قاعدة بيانات كرة القدم.إي يو (الإنجليزية)
- خورخي هيرنانديز على موقع Soccerbase.com (لاعب) (الإنجليزية)
- خورخي هيرنانديز على موقع Soccerway.com (الإنجليزية)
- خورخي هيرنانديز على موقع عالم كرة القدم.نت (الإنجليزية)